# Frank Lovejoy
Frank Lovejoy, all'anagrafe Frank Andrew Lovejoy Jr. (New York, 28 marzo 1912 – New York, 2 ottobre 1962), è stato un attore statunitense.

## Biografia
Grande caratterista cinematografico negli anni quaranta e cinquanta, Lovejoy calcò le scene teatrali prima del successo al cinema, ma soprattutto fu una celebre voce radiofonica americana fin dagli anni trenta, in molti programmi di successo come Gang Busters, The Blue Beetle e Night Beat.
Attore non appariscente, con un volto dai tratti comuni, si specializzò da principio in ruoli da uomo della strada coinvolto in eventi fuori dall'ordinario, e poi in film di guerra, lavorando con registi del calibro di Robert Wise, Michael Curtiz, Anthony Mann.
Nel 1957 interpretò una serie televisiva poliziesca divenuta "leggendaria", in quanto non è stata mai prodotta né in VHS né in DVD: Meet McGraw (conosciuta anche con The Adventures of McGraw), trasmessa per 2 anni in 41 episodi.
Nel 1940 sposò in seconde nozze l'attrice Joan Banks, da cui ebbe due figli. Morì a New York, sua città natale, nel 1962, all'età di soli cinquant'anni ed è sepolto all'Holy Cross Cemetery di Culver City (California).

## Premi principali
- Stella alla Hollywood Walk of Fame: Categoria Star della TV, 6325 Hollywood Blvd.

## Filmografia

### Cinema
- Dietro la maschera (Black Bart), regia di George Sherman (1948)
- Odio (Home of the Brave), regia di Mark Robson (1949)
- Il diritto di uccidere (In a Lonely Place), regia di Nicholas Ray (1950)
- La peccatrice dei mari del Sud (South Sea Sinner), regia di H. Bruce Humberstone (1950)
- Tre segreti (Three Secrets), regia di Robert Wise (1950)
- Normandia (Breakthrough), regia di Lewis Seiler (1950)
- L'urlo della folla (The Sound of Fury), regia di Cy Endfield (1950)
- Stringimi forte tra le tue braccia (Force of Arms), regia di Michael Curtiz (1951)
- I Was a Communist for the FBI, regia di Gordon Douglas (1951)
- Goodbye, My Fancy, regia di Vincent Sherman (1951)
- I'll See You in My Dreams di Michael Curtiz (1951)
- Valanga gialla (Retreat, Hell!), regia di Joseph H. Lewis (1952)
- The Winning Team, regia di Lewis Seiler (1952)
- Virginia, dieci in amore (She's Back on Broadway), regia di Gordon Douglas (1952)
- La belva dell'autostrada (The Hitch-Hiker), regia di Ida Lupino (1953)
- La maschera di cera (House of Wax), regia di André De Toth (1953)
- I pirati della metropoli (The System), regia di Lewis Seiler (1953)
- L'indiana bianca (The Charge at Feather River), regia di Gordon Douglas (1953)
- Missione suicidio (Beachhead), regia di Stuart Heisler (1954)
- I valorosi (Men of the Fighting Lady), regia di Andrew Marton (1954)
- Aquile nell'infinito (Strategic Air Command), regia di Anthony Mann (1955)
- L'americano (The Americano), regia di William Castle (1955)
- Criminali contro il mondo (Mad at the World), regia di Harry Essex (1955)
- Top of the World, regia di Lewis R. Foster (1955)
- Tenebrosa avventura (Finger Man), regia di Harold D. Schuster (1955)
- La trama del delitto (The Crooked Web), regia di Nathan H. Juran (1955)
- La spiaggia delle conchiglie (Shack Out on 101), regia di Edward Dein (1955)
- Salva la tua vita! (Julie), regia di Andrew L. Stone (1956)
- Io non sono una spia (Three Brave Men), regia di Philip Dunne (1956)
- Cole il fuorilegge (Cole Younger Gunfighter), regia di R.G. Springsteen (1958)

### Televisione
- Climax! – serie TV, episodi 1x10-2x13 (1954-1955)
- Stage 7 – serie TV, episodi 1x01-1x09 (1955)
- Celebrity Playhouse – serie TV, episodio 1x02 (1955)
- The Star and the Story – serie TV, episodi 1x02-1x05-2x11-2x14 (1955-1956)
- Pursuit – serie TV, episodio 1x10 (1958)
- David Niven Show (The David Niven Show) – serie TV, episodio 1x03 (1959)
- June Allyson Show (The DuPont Show with June Allyson) – serie TV, episodio 1x22 (1960)
- Wichita Town – serie TV, episodio 1x22 (1960)
- Corruptors (Target: The Corruptors) – serie TV, episodio 1x13 (1961)
- Bus Stop – serie TV, episodio 1x25 (1962)

## Doppiatori italiani
- Bruno Persa in Il diritto di uccidere, Salva la tua vita, Cole il fuorilegge
- Lauro Gazzolo in Stringimi forte fra le tue braccia, L'indiana bianca
- Mario Pisu in Valanga gialla, Virginia dieci in amore
- Emilio Cigoli in Missione suicidio, Aquile nell'infinito
- Gualtiero De Angelis in I valorosi, L'americano
- Adolfo Geri in Tre segreti
- Nino Pavese in I pirati della metropoli
- Arnoldo Foà in La belva dell'autostrada
- Augusto Marcacci in La maschera di cera
- Giuseppe Rinaldi in Io non sono una spia